# Štirje grobijani
Štirje grobijani (italijansko I quatro rusteghi) so komična opera v treh dejanjih (štirih slikah) skladatelja Ermanna Wolf-Ferarrija. Libreto je po besedilu Carla Goldonija napisal Giuseppe Pizzolato. Krstna predstava je bila 19. marca 1906 v Münchnu. Opera je bila večkrat na sporedu ljubljanske Opere.

## Osebe
- Lunardo, trgovec s starinami - bas
- Margarita, njegova druga žena - alt
- Lucieta, Lunardova hči - sopran
- Maurizio, trgovec - bas
- Filipeto, njegov sin - tenor
- Marina, Filipetova teta - sopran
- Simon, trgovec, Marinin mož - bas
- Cancian, petičen meščan - bas
- Felice, njegova žena - sopran
- Grof Riccardo, tuji plemič - tenor
- Mlada Marinina služabnica - sopran

## Vsebina
Godi se v Benetkah okoli leta 1800.

### Prvo dejanje

#### Prva slika
Po beneških ulicah se odvija karneval, povsod vlada veselje. Doma pa sedita Margarita, druga žena bogatega Lunarda in njegova hčerka iz prvega zakona Lucieta in si tožita o neznosnem življenju, ki ga imata zaradi nazorov očeta oziroma moža. Ne privošči jima ničesar, ne pusti ju nikamor, za zabave nima posluha. — Lucieta vidi edino svojo rešitev v možitvi, o kateri nekaj sluti, a od matere ničesar ne izve.
V tem se vrne Lunardo domov, ne pozdravi, ampak na njun pozdrav odvrne, da je domov na večerjo povabil tri plemenite može: Kanciana, Mavricija in Simona. Dekletoma se zdijo še hujši kot oče oziroma mož. Razočaranje obeh razjezi Lunarda, ki jima napravi pridigo o »današnjih ženskah« in končno spodi Lucieto iz sobe.
Na ženino vprašanje o možitvi pove Lunardo, da je že večinoma vse dogovorjeno in da je ženin Filipeto, Mavricijev sin. Odločil se je namreč, da se bodoča mladoporočenca pred poroko ne bosta videvala, ker v svoji hiši ne bo trpel ljubkovanja. Predno vstopi Mavricij, ženo na silo jo izrine iz sobe. Mavricij pride in oba se dogovorita o poroki.

#### Druga slika
Filipeto pove svoji teti Marini, Simonovi ženi, da ga oče hoče oženiti z Lucieto, ki pa jo bo smel videti šele pri poroki, zato jo prosi, naj mu pomaga.
V tem pride na obisk Felice s svojim možem Cancianom in svojim prijateljem Riccardom. Ženi skujeta načrt, da pripelje Riccardo Filipeta, maskiranega na Lunardov dom, kjer naj se spoznata z Lucieto.

### Drugo dejanje
Načrt se izvrši in skoraj gladko izteče. V zadnjem trenutku slišijo, da prihajajo možje, ki so bili zbrani v sosednji sobi. Filipeto in Riccardo se skrijeta. — Lunardo svečano naznani, da je Lucieta zaročena s Filipetom. Oče Mavricij je šel domov po sina. Čim se vrne, bo zaroka in takoj nato poroka.
Ženske se grozno prestrašijo. V tem se vrne Mavricij, ves iz sebe, ker ni našel doma Filipeta, ki da je odšel z Riccardom, tistim, ki skače okrog gospe Felice. Riccardo sliši v svojem skrivališču, da ga imenujejo potepuha, zato plane ven in za njim še Filipeta. Zavlada prava zmešnjava, lovljenje in kričanje. 

### Tretje dejanje
Prizadeti možje snujejo maščevanje in tarnajo, da so ženske začetek vseh težav in vseh nadlog. Njihovi naklepi izzvenijo v besedah: "Predse jo postavim, kak kolec pograbim, po tem jo nabijem, ji glavo razbijem, nato za slovo jo zadavim, tako, tako, tako!"
Te besede sliši Felice, ki jim pošteno izpraša vest in jim napravi tako pridigo, da ostanejo vsi trije brez sape. Končno pripelje Felice Margerito, Marino, Lucieto in Felipeta. V splošnem ginjenju in solzah se sklene zaroka. 

## Glasbeni primer
- Intermezzo iz opere